# Dmesg
dmesg (pour l'anglais "display message", "afficher message" en français) est une commande sur les systèmes d'exploitation de type Unix qui affiche la mémoire tampon de message du noyau.
Quand le système d'un ordinateur est amorcé, le noyau est chargé en mémoire. À ce moment chaque pilote de périphérique présent dans le noyau fait la requête auprès du système de l'existence du matériel en question. Si le matériel est détecté, un message de diagnostic est produit, détaillant précisément ce qui a été trouvé. 

D'autres éléments du noyau peuvent aussi produire des indications similaires rapportant à la fois la présence d'un module particulier, et les valeurs des différents paramètres adoptées. Ce processus a lieu à une vitesse où le défilement à l'écran ne permettrait pas d'être lu. Ainsi la commande dmesg permet d'avoir accès à tous ces messages pour être inspectés et contrôlés après que le système a démarré.
Même après le démarrage complet du système, le noyau peut occasionnellement produire d'autres messages de diagnostic. Par exemple, lorsque des périphériques d'entrée/sortie rencontrent des erreurs, ou encore lorsque des périphériques USB sont branchés à chaud. dmesg fournit donc un moyen d'accéder à ces messages de manière différée. Lorsque ces messages sont initialement produits, ils sont affichés dans la  console système si celle-ci est libre et non occupée par un utilisateur afin d'éviter les confusions.
La quantité d'indications données par dmesg peut requérir plus que la taille de l'écran, aussi pour cette raison la sortie de dmesg est généralement consultée par des outils de manipulation de texte comme less, tail ou grep. Les sorties de dmesg sont également souvent conservées de manière permanente dans des fichiers de log à l'aide de daemon comme syslog.
Beaucoup de systèmes d'exploitation affichent un écran animé pendant le démarrage de l'ordinateur. Les utilisateurs ne peuvent donc pas voir de tels messages. Cependant, il existe souvent un mécanisme permettant de neutraliser l'animation afin de visualiser les messages du système. C'est un moyen important pour émettre un diagnostic lorsque le système se retrouve dans l'incapacité de démarrer. Il existe aussi généralement une méthode pour consulter ces messages après l'amorçage du système d'une manière similaire à dmesg.